# Live Oak (Kalifornia, Sutter megye)
Live Oak település az Amerikai Egyesült Államok Kalifornia államában, Sutter megyében. Lakosainak száma 9106 fő (2020. április 1.).

## Népesség
A település népességének változása:

| 2010 | 8 392 |
| 2020 | 9 106 |